# Dupinova ciklida
Dupinova ciklida je geometrijska inverzija  običajnega torusa. Lahko tudi rečemo, da je torus primer Dupinove ciklide. Ploskev pripada ploskvam drugega reda.
Odkril jo je francoski matematik in inženir Charles Dupin (1784 – 1873). Po njem se ploskev tudi imenuje. 
Dupinove ciklide pogosto poznamo tudi kot "ciklide".  Osnovna lastnost je v tem, da so to tunelske ploskve, kar pomeni, da so ovojnice enoparametrske družine  sfer. Ta lastnost pravi, da so Dupinove ciklide naravni objekti v Liejevi sferni geometriji

## Definicija
Dupinova ciklida je geometrijska inverzija običajnega torusa. Razred Dupinovih ciklid je invarianten pod Möbiusovo preslikavo. Ker pa je običajni torus orbita dvorazsežnih Abelovih grup Evklidskih grup sledi, da so ciklide orbite dvorazsežnih podgrup grupe Möbiusovih preslikav. To pa je tudi prvi način s katerim lahko definiramo Dupinovo ciklido.    

## Lastnosti
Zanimiva lastnost Dupinovih ciklid je v tem, da so vse črte ukrivljenosti krožnice (tudi s točkami v neskončnosti). 
Prav tako so sfere ukrivljenosti, ki so  tangentne na ploskev in imajo polmer enak obratni vrednosti glavni ukrivljenosti v točki tangentnosti in so konstantne vzdolž krivulj. To so tangentne sfere, ki vsebujejo odgovarjajočo ukrivljenost kot veliki krog. To je enakovredno trditvi, da  obe veji goriščne ploskve degenerirata v stožnico. Iz tega sledi, da je Dupinova ciklida tunelska ploskev, ki za sferami tvori najenostavnejši razred    Liejevih invariantnih ploskev.   
Dupinova ciklida je invarianta pod večjo grupo vseh Liejevih sfernih preslikav.